# Innocent Himbaza
Innocent Himbaza (Gahini, 1965. július 11. –) ruandai származású evangélikus lelkész, teológus, előadó, héber nyelvszakértő, Biblia-kutató. Jelenleg a svájci Fribourg egyetemének professzora és a Svájci Bibliatársulat elnöke.
Kelet-Ruandában született hutu szülőktől, Isaïe Mbonigaba és Jeanne Mukagahigi fiaként. 1982-től 1984-ig szülővárosában volt általános iskolai tanár. Teológusként diplomázott hazájában, 1988-ban. Két évig az ország déli részén fekvő Gikongoróban volt káplán. 1990-től középiskolai tanár volt Fribourgban, mialatt felsőfokú tanulmányokat is folytatott az ottani egyetemen. 1998 óta már az egyetem állandó alkalmazásában áll. Doktora a teológiának és a bölcsészettudományoknak. Nyolc éven át volt az egyetem oktatási asszisztense, 1998-tól az intézmény evangélikus lelkipásztora.
1997-től 2004-ig a Groupes Bibliques Universitaires tanácsának tagja. A stuttgarti Német Bibliatársulattal közreműködve részt vesz az új héber nyelvű Biblia, az ún. Biblia Hebraica Quinta összeállításában, amely a leningrádi kódex alapján készül. Himbaza feladata a Leviták könyvének összeállítása és kritikai szöveggel történő ellátása. A könyv 2020-ban jelent meg.
A Biblia-kutatás terén alkotott egyik műve a The Bible on the Question of Homosexuality a Szentírás és a homoszexualitás kérdésének kapcsolatát kutatja.
Jelenleg is Svájcban él családjával. Feleségétől, a svájci születésű Liliane Mouron-tól két lánya született Sarah és Esther.